# Red óptica síncrona
La red óptica sincronizada (en idioma inglés Synchronous Optical Network, cuyo acrónimo es SONET) es un estándar para el transporte de telecomunicaciones en redes de fibra óptica.

## Orígenes
La decisión de la creación de SONET fue tomada por la E.C.S.A. (Exchange Carriers Standard Association) en los Estados Unidos para posibilitar la conexión normalizada de los sistemas de fibra óptica entre sí, aunque estos fueran de distinto fabricante. En las últimas etapas de desarrollo de SONET entró también el CCITT (Comité Consultivo Internacional Telefónico y Telegráfico), antecesor del actual UIT-T, de la UIT (Unión Internacional de Telecomunicaciones, sector de estandarización de telecomunicaciones) para que se pudiera desarrollar una norma que posibilitara la interconexión mediante fibra de las redes telefónicas a nivel mundial.

De esta etapa parte el desarrollo de la denominada Jerarquía Digital Síncrona, conocida popularmente como SDH (Synchronous Digital Hierarchy). A finales de los 90, se estima que los estándares SONET/SDH podrán proporcionar las infraestructuras de transporte para la red mundial de telecomunicaciones para las siguientes dos o tres décadas.

Aun cuando tienen puntos de compatibilidad, el estándar SONET prácticamente solo es aplicado en Estados Unidos y Canadá mientras que el SDH se aplica en el resto del mundo.

## Señal básica y elementos de la red SONET

### La señal básica de SONET
SONET define una tecnología para transportar muchas señales de diferentes capacidades a través de una jerarquía óptica síncrona y flexible. Esto se logra por medio de un esquema de multiplexado por interpolación de bytes. La interpolación de bytes simplifica la multiplexación y ofrece una administración de la red extremo a extremo.

El primer paso en el proceso de la multiplexación de SONET implica la generación de las señales del nivel inferior de la estructura de multiplexación. En SONET la señal básica la conocemos como señal de nivel 1 o también STS-1 (Synchronous Transport Signal level 1). Está formada por un conjunto de 810 bytes distribuidos en 9 filas de 90 bytes. Este conjunto es transmitido cada 125 microsegundos, correspondientes a la velocidad del canal telefónico básico de 64 kbit/s, por lo que la velocidad binaria de la señal STS-1 es 51,84 Mbit/s.
Figura 1.- Estructura de trama de la señal STS-1
Las señales de niveles más altos están formadas por la multiplexación de diversas señales de nivel 1 (STS-1), creando una familia de señales STS-N, donde la N indica el número de señales de nivel 1 que la componen. En la Tabla 1 se indican las denominaciones de las señales eléctricas y portadoras ópticas, así como sus velocidades y los puntos de coincidencia con los de la Jerarquía Digital Síncrona.
| Señal eléctrica | Portadora óptica | Velocidad binaria (Mbit/s) | Equivalencia SDH |
| --------------- | ---------------- | -------------------------- | ---------------- |
| STS-1           | OC-1             | 51,84                      | STM-0            |
| STS-3           | OC-3             | 155,52                     | STM-1            |
| STS-9           | OC-9             | 466,56                     | -                |
| STS-12          | OC-12            | 622,08                     | STM-4            |
| STS-18          | OC-18            | 933,12                     | -                |
| STS-24          | OC-24            | 1244,16                    | -                |
| STS-36          | OC-36            | 1866,24                    | -                |
| STS-48          | OC-48            | 2488,32                    | STM-16           |
| STS-96          | OC-96            | 4976,64                    | -                |
| STS-192         | OC-192           | 9953,28                    | STM-64           |
| STS-256         | OC-256           | 13271,04                   | -                |
| STS-384         | OC-384           | 19906,56                   | -                |
| STS-768         | OC-768           | 39813,12                   | STM-256          |
| STS-1536        | OC-1536          | 79626,24                   | -                |
| STS-3072        | OC-3072          | 159252,48                  | -                |

### Elementos de la Red SONET
1.- Multiplexor terminal
Es el elemento que actúa como un concentrador de las señales DS-1 (1,544 Mbit/s) tributarias así como de otras señales derivadas de ésta y realiza la transformación de la señal eléctrica en óptica y viceversa. 

Dos multiplexores terminales unidos por una fibra con o sin un regenerador intermedio conforman el más simple de los enlaces de SONET.
2.- Regenerador
Necesitamos un regenerador cuando la distancia que separa a dos multiplexores terminales es muy grande y la señal óptica que se recibe es muy baja.
El reloj del regenerador se apaga cuando se recibe la señal y a su vez el regenerador reemplaza parte de la cabecera de la trama de la señal antes de volver a retransmitirla. La información de tráfico que se encuentra en la trama no se ve alterada.
3.- Multiplexor Add/Drop (ADM)
El multiplexor de extracción-inserción (ADM) permite extraer en un punto intermedio de una ruta parte del tráfico cursado y a su vez inyectar nuevo tráfico desde ese punto. En los puntos donde tengamos un ADM, solo aquellas señales que necesitemos serán descargadas o insertadas al flujo principal de datos. El resto de señales a las que no tenemos que acceder seguirá a través de la red.

Aunque los elementos de red son compatibles con el nivel OC-N, puede haber diferencias en el futuro entre distintos vendedores de distintos elementos. SONET no restringe la fabricación de los elementos de red. Por ejemplo, un vendedor puede ofrecer un ADM con acceso únicamente a señales DS-1, mientras que otro puede ofrecer acceso simultáneo a señales DS-1 (1,544 Mbit/s) y DS-3 (44,736 Mbit/s).

## Configuración de la red SONET
1.- Punto a punto
La configuración de red punto a punto está formada por dos multiplexores terminales, unidos por medio de una fibra óptica, en los extremos de la conexión y con la posibilidad de un regenerador en medio del enlace si éste hiciese falta.
En un futuro las conexiones punto a punto atravesarán la red en su totalidad y siempre se originarán y terminarán en un multiplexor.
2.- Punto a multipunto
Una arquitectura punto a multipunto incluye elementos de red ADM a lo largo de su recorrido. El ADM es el único elemento de red especialmente diseñado para esta tarea. Con esto se evitan las incómodas arquitecturas de red de demultiplexado, conectores en cruz (cross-connect), y luego volver a multiplexar. Se coloca el ADM a lo largo del enlace para facilitar el acceso a los canales en los puntos intermedios de la red.
3.- Red Hub
La arquitectura de red hub está preparada para los crecimientos inesperados y los cambios producidos en la red de una forma más sencilla que las redes punto a punto. Un hub concentra el tráfico en un punto central y distribuye las señales a varios circuitos.
4.- Arquitectura en anillo:
El elemento principal en una arquitectura de anillo (Figura 2) es el ADM. Se pueden colocar varios ADM en una configuración en anillo para tráfico bidireccional o unidireccional. La principal ventaja de la topología de anillo es su seguridad; si un cable de fibra se rompe o se corta, los multiplexores tienen la inteligencia necesaria para desviar el tráfico a través de otros nodos del anillo sin ninguna interrupción.

La demanda de servicios de seguridad, diversidad de rutas en las instalaciones de fibra, flexibilidad para cambiar servicios para alternar los nodos, así como la restauración automática en pocos segundos, han hecho de la arquitectura de anillo una topología muy popular en SONET.
Figura 2.- Arquitectura en anillo

## Beneficios de la Red SONET
La clave de SONET es que permite interfaces con fuentes asíncronas por lo que los equipos existentes pueden ser sustituidos o soportados por la red SONET. De esta forma las transiciones se pueden realizar gradualmente.
Aquí podemos ver las ventajas que presenta la SONET frente a otros sistemas:
- La creciente flexibilidad de configuración y la disponibilidad de ancho de banda de SONET proporciona significativas ventajas frente a otros sistemas de telecomunicación más antiguos.
- Reducción de los equipos necesarios para la multiplexación y la extracción-inserción de tráfico en puntos intermedios de las grandes rutas.
- Aumento de la fiabilidad de la red, como consecuencia del menor número de equipos implicados en las conexiones.
- Proporciona bytes de cabecera que facilitan la administración de los bytes de información y el mantenimiento de los propios equipos.
- Definición de un formato síncrono de multiplexación para el transporte de señales digitales de la Jerarquía Digital Plesiócrona o PDH, en sus diversos niveles (como DS-1, DS-3) y una estructura síncrona que simplifica enormemente la interfaz de los conmutadores digitales, así como los conectores y los multiplexores.
- La existencia de una gran gama de estándares genéricos que permitan la interconexión de productos de diferentes fabricantes.
- La definición de una arquitectura flexible capaz de incorporar futuras aplicaciones, con una gran variedad de velocidades de transmisión.

Otras ventajas son: 
- Interfaz centralizada, integrada y remota para los equipos de transporte y multiplexación.
- Rápido aislamiento de fallos.
- Monitorizado de rendimiento extremo a extremo.
- Soporte de nuevos servicios de alta velocidad.
- Permite REDES VIRTUALES privadas.
- La posibilidad de crear estructuras de red distribuidas de forma muy económica gracias a los multiplexores ADD/DROP (ADM)
- Estructura en doble anillo para mayor inmunidad a los fallos.

- Datos: Q51823